# Autoroute A79 (Pays-Bas)
Pour les articles homonymes, voir A79.
L'autoroute néerlandaise A79  (en néerlandais Rijksweg 79) est une autoroute des Pays-Bas, qui relie la ville de Heerlen à l'autoroute A2 (échangeur de Kruisdonk) peu avant Maastricht. Elle est longue de 17 km.

## Voir aussi

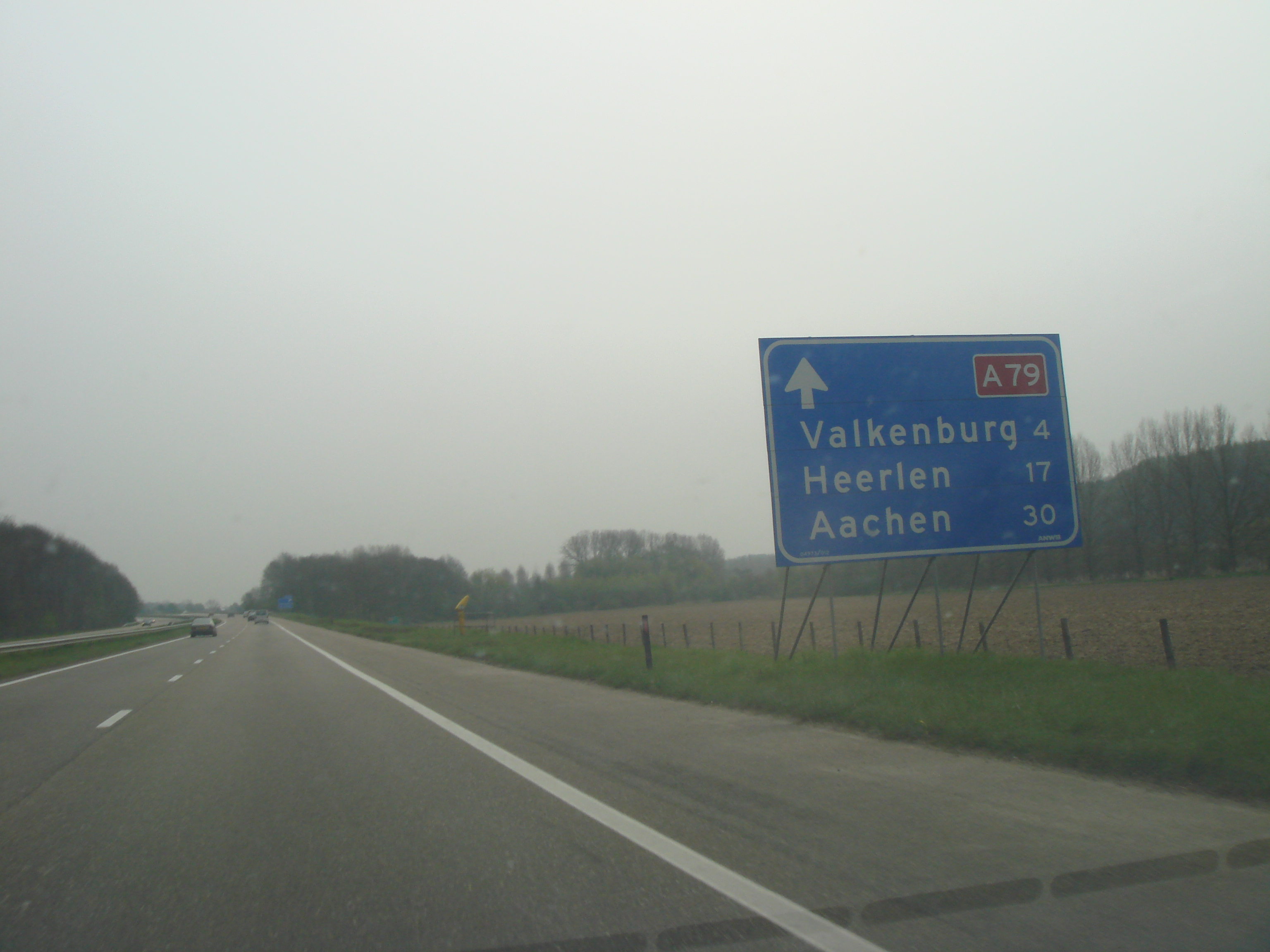
L'autoroute A79 en direction de Heerlen